# 俅江花楸
俅江花楸（学名：Sorbus kiukiangensis）为蔷薇科花楸属的植物，是中国的特有植物。分布于中国大陆的云南等地，生长于海拔3,000米至3,600米的地区，多生于山坡丛林内及溪流旁，目前尚未由人工引种栽培。

## 异名
- Sorbus kiukiangensis Yu var. glabrescens Yu